# Ноннвайлер
Ноннвайлер (нім. Nonnweiler) — громада в Німеччині, знаходиться в землі Саар. Входить до складу району Занкт-Вендель.
Площа — 66,71 км2. Населення становить 8458 ос. (станом на 31 грудня 2021).